# Salm (Eifel)

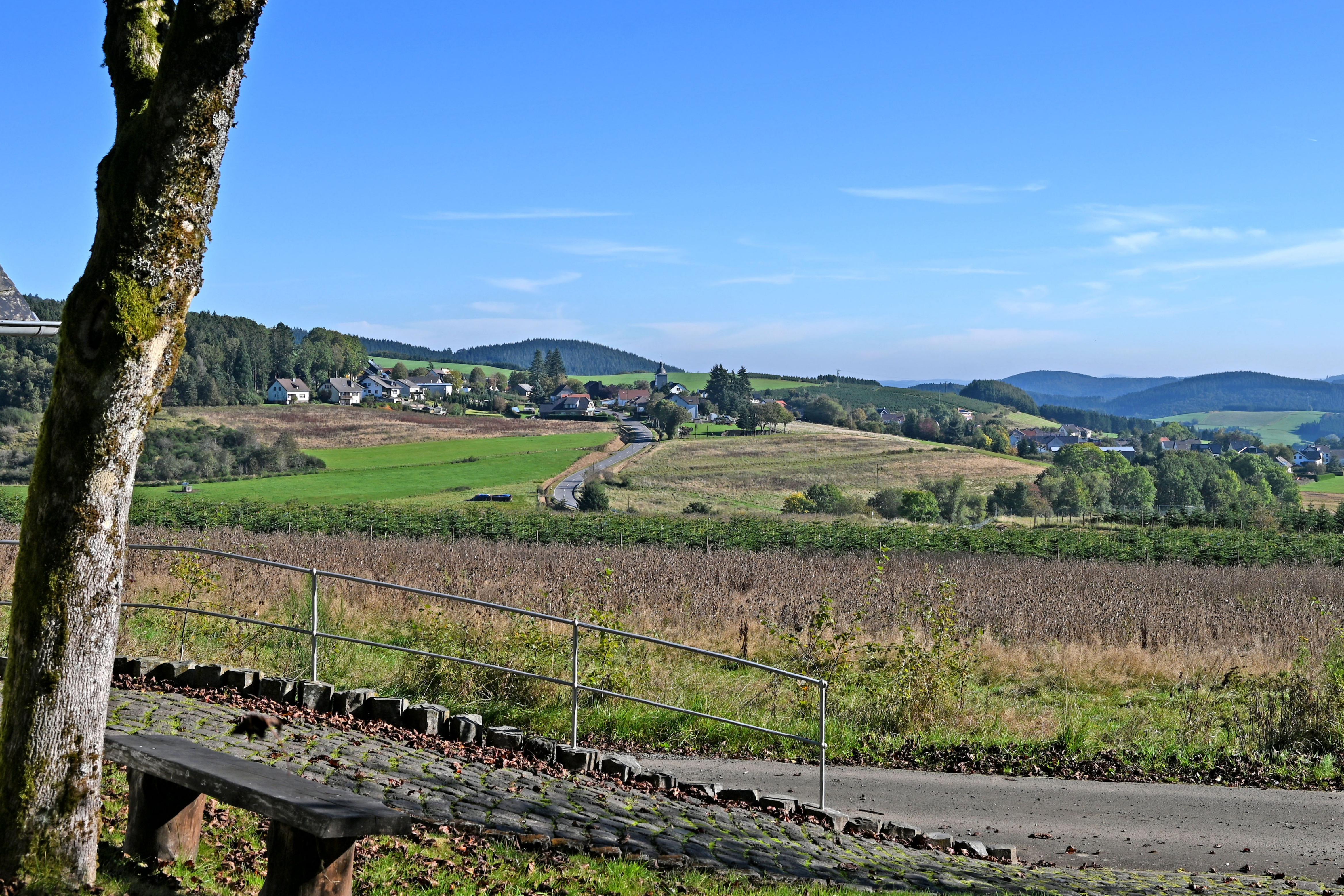
Salm (Eifel), Ansicht von Nordwesten

Salm in der Vulkaneifel ist eine Ortsgemeinde im Landkreis Vulkaneifel in Rheinland-Pfalz. Sie gehört der Verbandsgemeinde Gerolstein an.

## Geographie
Die Gemeinde liegt im Landschaftsraum „Salmer Hügelland“, das zur Osteifel gehört. In der Nähe des Ortes entspringt der Fluss Salm, der bei Klüsserath in die Mosel mündet. Zu Salm gehören auch die Wohnplätze Forsthaus Salm, Friedorfer Hof und Lindenhof.

## Geschichte
Das Dorf Salm wurde erstmals im Jahre 1225 in einer Urkunde der Abtei Himmerod erwähnt.
Statistik zur Einwohnerentwicklung
Die Entwicklung der Einwohnerzahl, die Werte von 1871 bis 1987 beruhen auf Volkszählungen:
| Jahr | Einwohner |
| ---- | --------- |
| 1815 | 262       |
| 1835 | 337       |
| 1871 | 403       |
| 1905 | 401       |
| 1939 | 415       |

| Jahr | Einwohner |
| ---- | --------- |
| 1950 | 448       |
| 1961 | 383       |
| 1970 | 374       |
| 1987 | 373       |
| 1997 | 394       |

| Jahr | Einwohner |
| ---- | --------- |
| 2005 | 362       |
| 2011 | 328       |
| 2017 | 319       |
| 2023 | 319       |

## Politik

### Gemeinderat
Der Gemeinderat in Salm besteht aus acht Ratsmitgliedern, die bei der Kommunalwahl am 9. Juni 2024 in einer Mehrheitswahl gewählt wurden, und dem ehrenamtlichen Ortsbürgermeister als Vorsitzendem.

### Bürgermeister
Rolf Hoffmann wurde am 26. Juni 2019 Ortsbürgermeister von Salm. Da bei der Direktwahl am 26. Mai 2019 kein Bewerber antrat, oblag die Neuwahl des Bürgermeisters gemäß Gemeindeordnung dem Rat. In seiner konstituierenden Sitzung wählte er Hoffmann mehrheitlich ins Amt. Bei der Direktwahl am 9. Juni 2024 wurde Rolf Hoffmann als einziger Bewerber mit einem Stimmenanteil von 82,3 % für weitere fünf Jahre wiedergewählt.
Hoffmanns Vorgänger Paul Hoffmann hatte das Amt seit 2002 ausgeübt, war 2019 aber nicht erneut angetreten.

### Wappen
| Wappen von Salm | Blasonierung: „In blauem Schild oben ein rechtsgewendeter silberner Fisch, unten ein goldenes Jagdhorn.“ |
| Wappen von Salm | Wappenbegründung: Der Fisch stellt einen Salm dar und weist auf den Flussnamen Salm, der die Gemarkung durchfließt, als auch auf den Ortsnamen selbst hin. Das Hift- oder Jagdhorn soll auf St. Hubertus, den Kirchen- und Ortspatron von Salm, hinweisen. Die Genehmigung zur Führung eines eigenen Ortsgemeindewappens wurde von der Kreisverwaltung am 11. Mai 1992 erteilt. |

## Kultur und Sehenswürdigkeiten

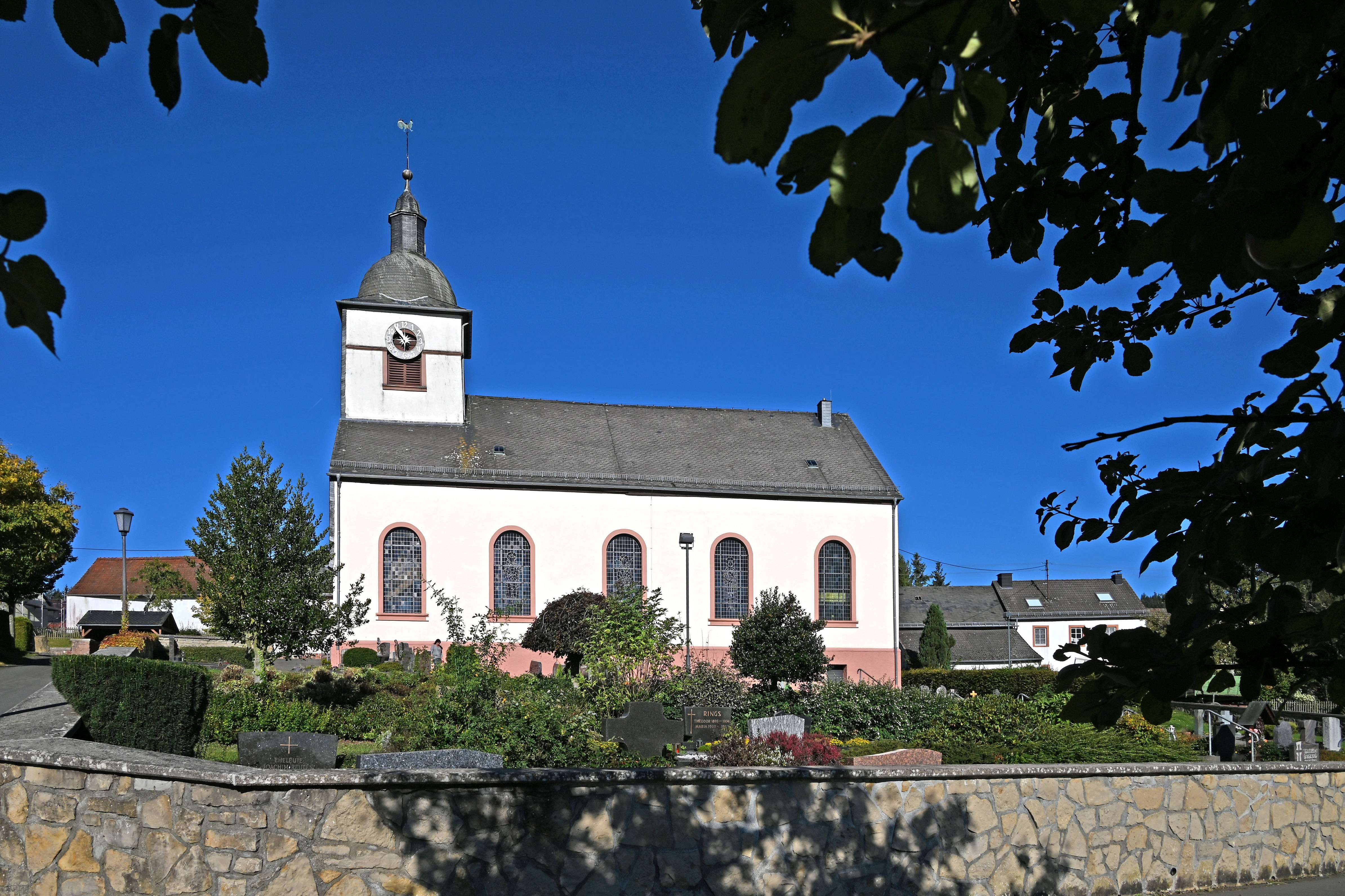
St. Hubertus (1830)
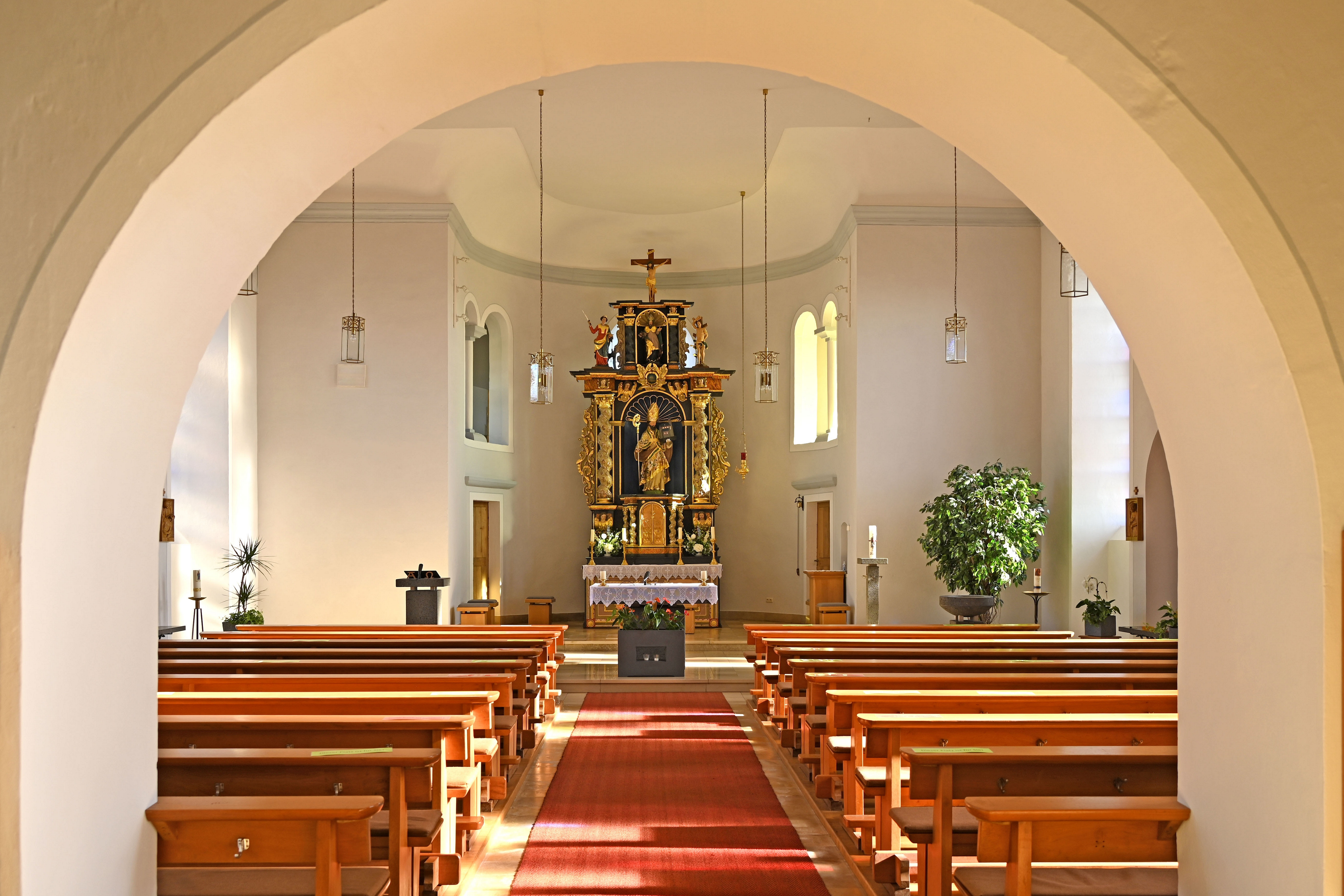
Innenraum
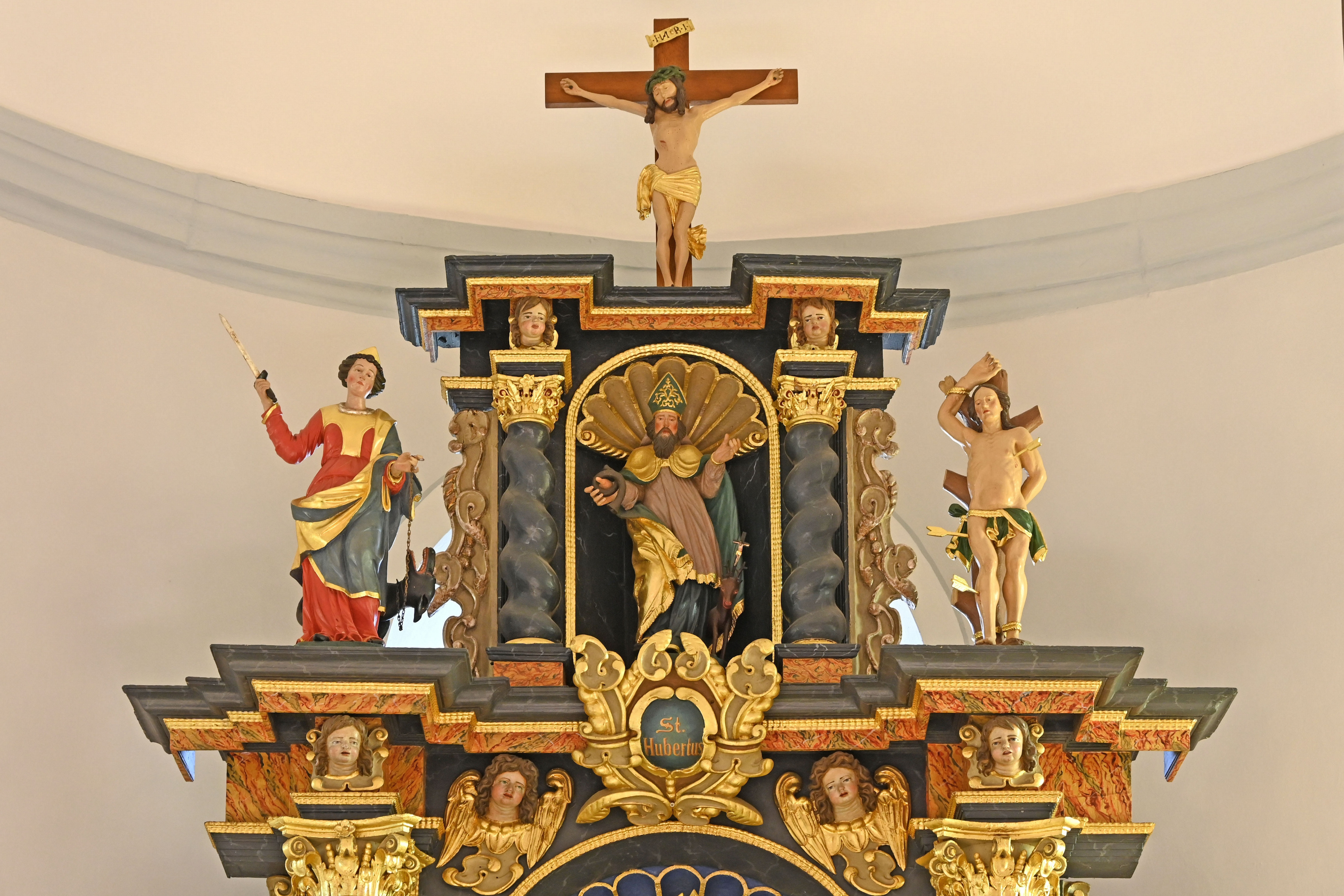
Altarstatuen von 1613
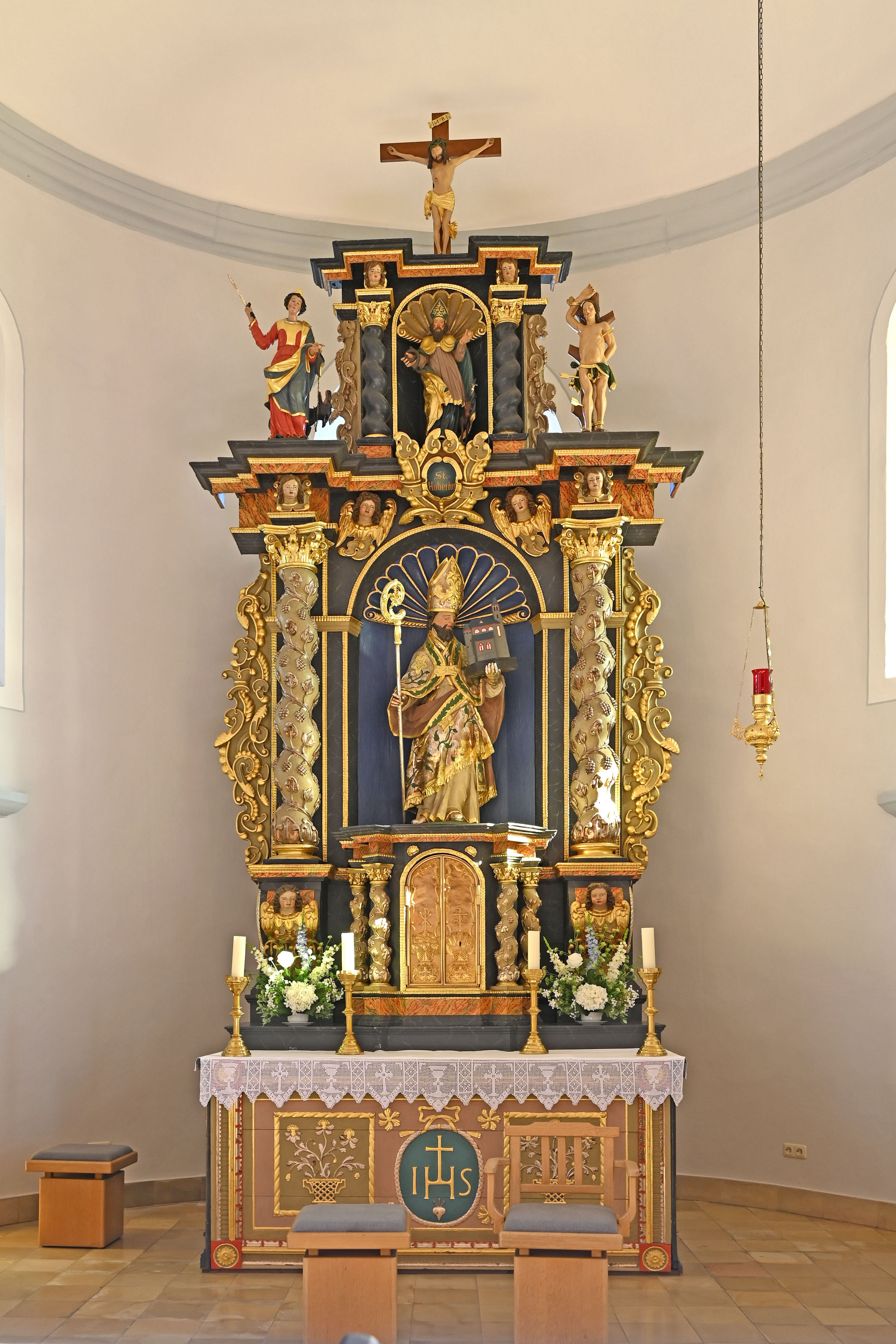
Barocker Hochaltar
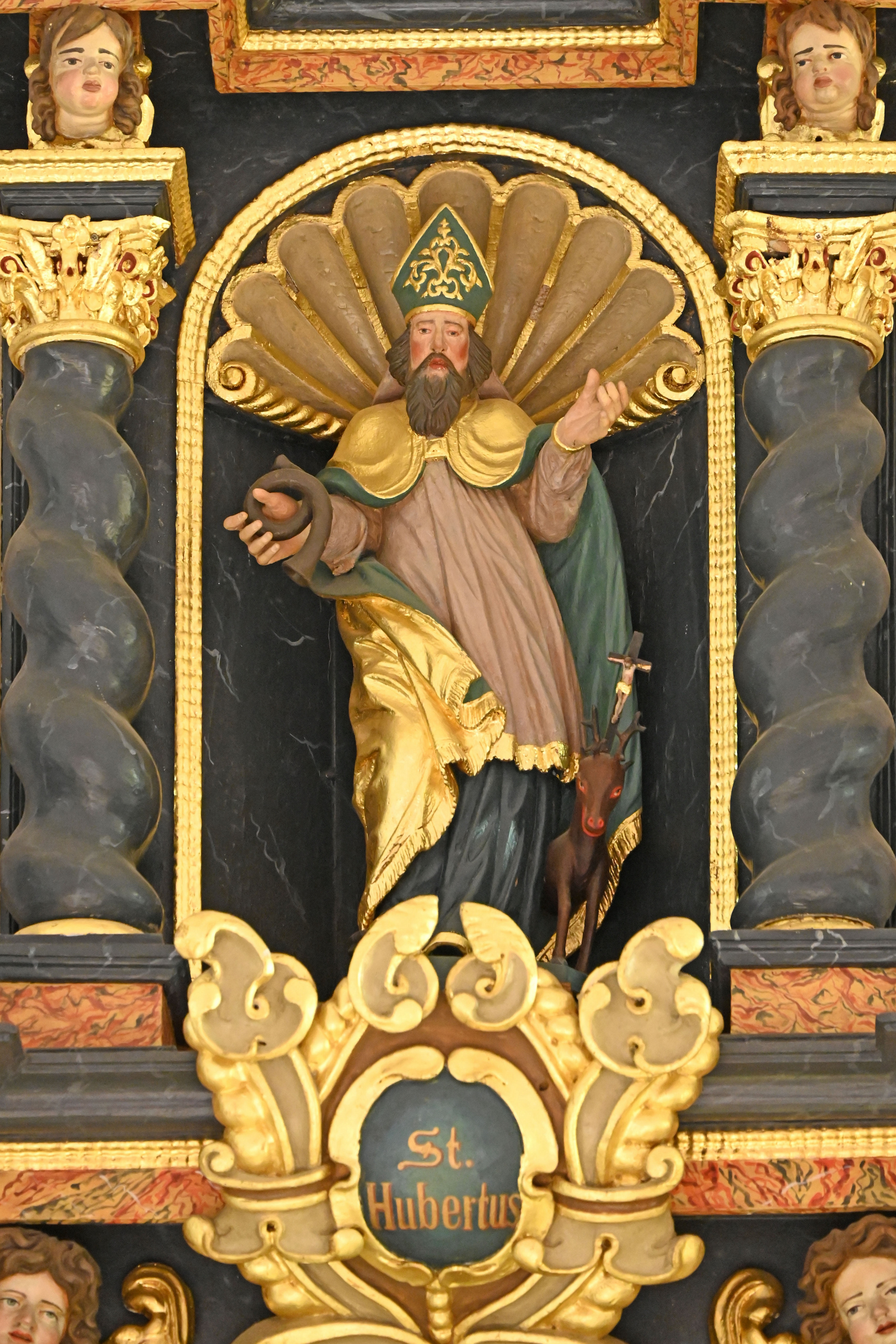
St. Hubertusstatue
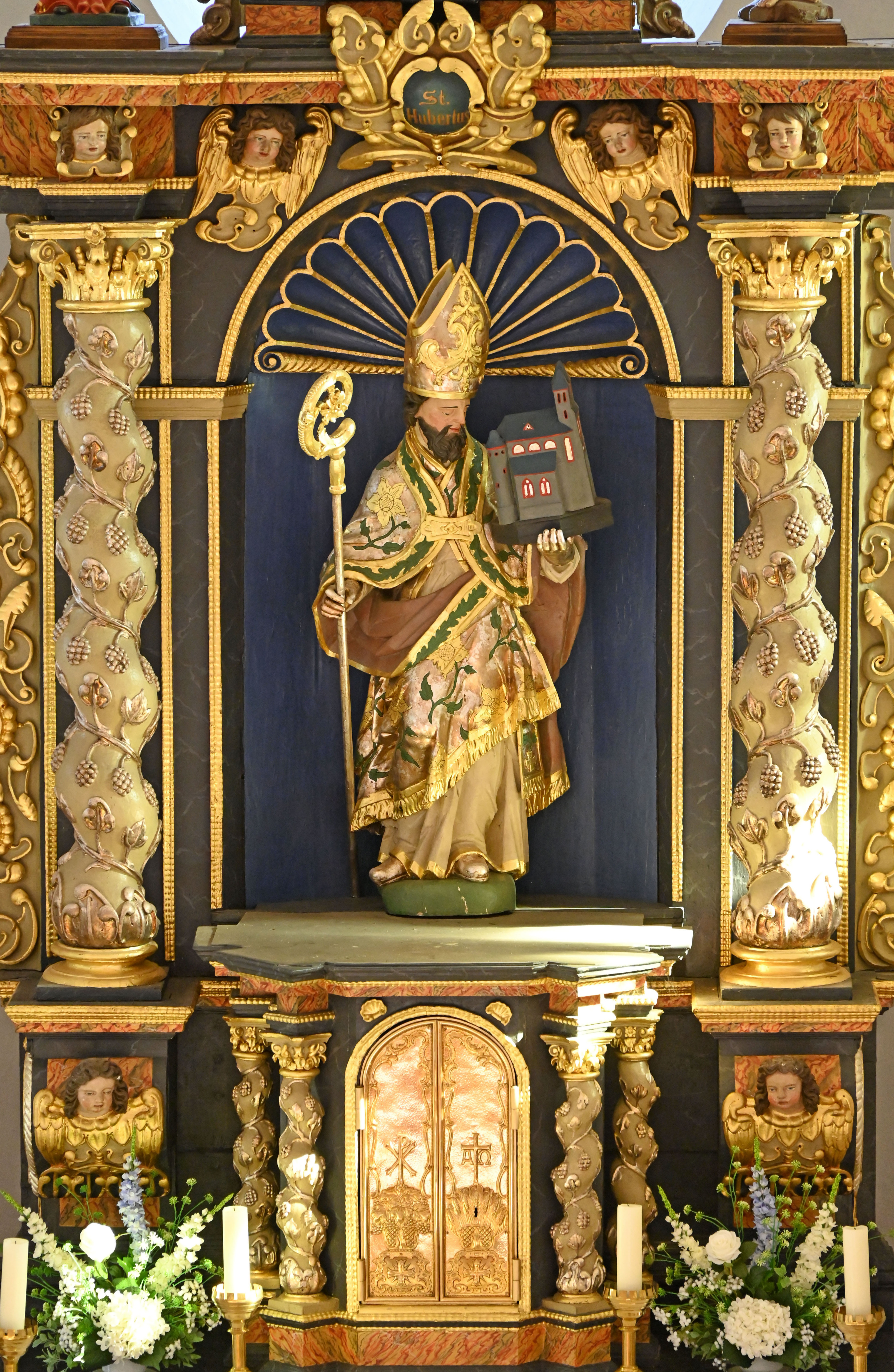
St. Maternusstatue

## Verkehr
Der Ort liegt an der Bundesstraße 257.

## Persönlichkeiten
- Stephan Heibges (1888–1938), Altphilologe